# Pedro Fernández de Velasco y Reinoso
Pedro Fernández de Velasco y Reinoso (baut. Madrid, 9 de junio de 1584-Medina del Campo, 10 de enero de 1660), IV señor de Cilleruelo, fue un noble y militar español. Hijo de Pedro Fernández de Velasco y Setién y María de Reinoso, por parte paterna era bisnieto de Pedro Fernández de Velasco y Tovar, V conde de Haro, III duque de Frías, IX condestable de Castilla, grande de España y caballero de la Orden del Toisón de Oro.
Casó en primeras nupcias con María de Rivero, con la que tuvo a:
- María Fernández de Velasco y Rivero (f. 1676), casada con García de Brizuela y Chaves.

Y en segundas nupcias con María de Bobadilla y Móxica, también llamada María de Bobadilla y Fonseca, (1610-1653), con la que tuvo a:
- Pedro Fernández de Velasco y Bobadilla (1634-1678), IV señor de Cilleruelo, casado con Francisca Velázquez y Montalvo[1] (1634-1686).
- Juan José Pablo Ventura Fernández de Velasco y Bobadilla (1650-1708)